# Primer ministre del Camerun

Blasó de Camerun.

Aquesta és la llista dels primers ministres del Camerun, i també del Camerun Oriental i Camerun Occidental, després de l'any 1960.

## República del Camerun
| Inici - Fi del mandat                    | Nom                                       | Partit | Notes                                                                                          |
| ---------------------------------------- | ----------------------------------------- | ------ | ---------------------------------------------------------------------------------------------- |
| 1 de gener de 1960 - 5 de maig de 1960   | Ahmadou Babatoura Ahidjo, primer ministre | UC     |                                                                                                |
| 15 de maig de 1960 - 1 d'octubre de 1961 | Charles Assalé, primer ministre           | UC     | Va devenir primer ministre del Camerun Oriental après la formació de la República del Camerun. |

## Federala República del Camerun

### Camerun Oriental
| Inici - Fi del mandat                       | Nom                                     | Partit | Notes                                       |
| ------------------------------------------- | --------------------------------------- | ------ | ------------------------------------------- |
| 1 d'octubre de 1961 - 19 de juny de 1965    | Charles Assalé, primer ministre         | UC     | primer ministre de la República del Camerun |
| 19 de juny de 1965 - 20 de novembre de 1965 | Vincent de Paul Ahanda, primer ministre | UC     |                                             |
| 20 de novembre de 1965 - 1966               | Simon Pierre Tchoungui, primer ministre | UC     |                                             |
| 1966 - 2 de juny de 1972                    | Simon Pierre Tchoungui, primer ministre | UNC    |                                             |

### Camerun Occidental
| Inici - Fi del mandat                    | Nom                                   | Partit | Notes |
| ---------------------------------------- | ------------------------------------- | ------ | ----- |
| 1 d'octubre de 1961 - 13 de maig de 1965 | John Ngu Foncha, primer ministre      | KNDP   |       |
| 13 de maig de 1965 - 1966                | Augustine Ngom Jua, primer ministre   | UNC    |       |
| 1966 - 11 de gener de 1968               | Augustine Ngom Jua, primer ministre   | KNDP   |       |
| 11 de gener de 1968 - 2 de juny de 1972  | Salomon Tandeng Muna, primer ministre | UNC    |       |

## República Unida del Camerun
| Inici - Fi del mandat                          | Nom                                   | Partit | Notes |
| ---------------------------------------------- | ------------------------------------- | ------ | ----- |
| 2 de juny de 1972 - 30 de juny de 1975         | sense partit                          |        |       |
| 30 de juny de 1975 - 6 de novembre de 1982     | Paul Biya, primer ministre            | UNC    |       |
| 6 de novembre de 1982 - 22 d'agost de 1983     | Bello Bouba Maigari, primer ministre  | UNC    |       |
| 22 d'agost de 1983 - 25 de gener de 1984       | Luc Ayang, primer ministre            | UNC    |       |
| República del Camerun                          |                                       |        |       |
| 25 de gener de 1984 - 26 d'abril de 1991       | títol abolit                          |        |       |
| 26 d'abril de 1991 - 9 d'abril de 1992         | Sadou Hayatou, primer ministre        | RDPC   |       |
| 9 d'abril de 1992 - 19 de setembre de 1996     | Simon Achidi Achu, primer ministre    | RDPC   |       |
| 19 de setembre de 1996 - 8 de desembre de 2004 | Peter Mafany Musonge, primer ministre | RDPC   |       |
| 8 de desembre de 2004 - 30 de juny de 2009     | Ephraïm Inoni, primer ministre        | RDPC   |       |
| 30 de juny de 2009 - 2019                      | Philémon Yang, primer ministre        | RDPC   |       |
| 2019 - actualitat                              | Joseph Dion Ngute, primer ministre    | RDPC   |       |

## Partits
- RDPC Rassemblement Démocratique du Peuple Camerounais/Cameroonian, konservema partit conservador, anteriorment UNC. Va devenir lo partit RDPC après lo 1985
- SDF Social-Democratic Front/Front Social-Démocratique social-democratic
- KNDP Camerun National Democratic Party, en lo Camerun britànic, Après 1966: part de l'UNC
- UC Union du Camerounais en lo Camerun francès. Après 1966: part de l'UNC
- UNC Union National du Camerounais, après 1985: RDPC